# Raphicerus melanotis
Raphicerus melanotis là một loài động vật có vú trong họ Bovidae, bộ Artiodactyla. Loài này được Thunberg mô tả năm 1811.

## Hình ảnh

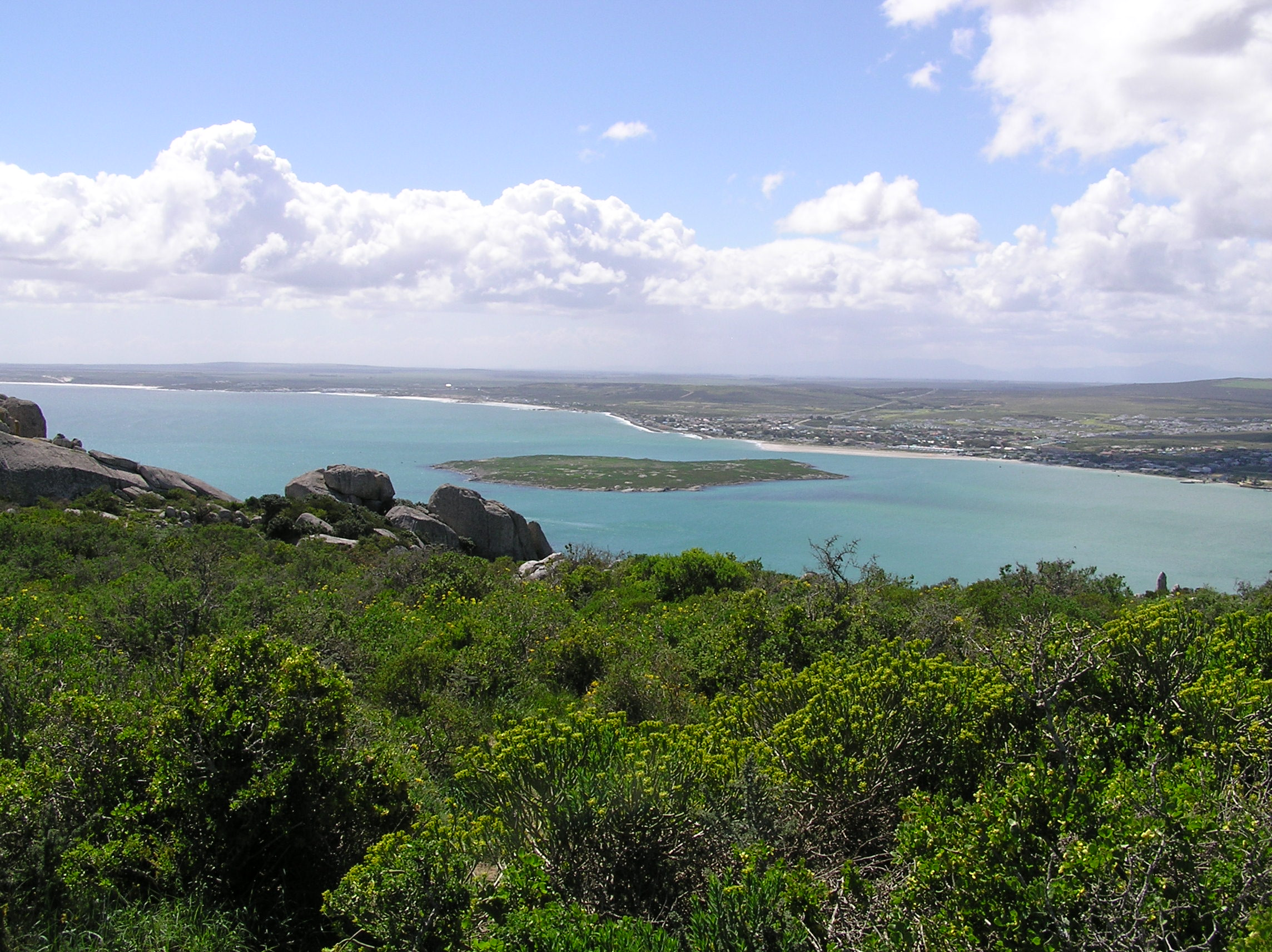